# Vaccinium schultzei
Vaccinium schultzei är en ljungväxtart som beskrevs av Schlechter. Vaccinium schultzei ingår i Blåbärssläktet, och familjen ljungväxter. Inga underarter finns listade i Catalogue of Life.